# Hệ tinh thể bốn phương

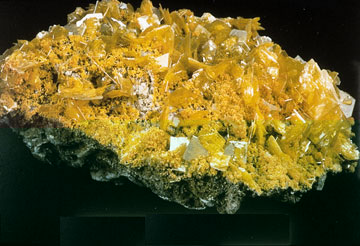
Mẫu tinh thể hệ tinh thể bốn phương, wulfenite

Trong tinh thể học, hệ tinh thể bốn phương là một trong 7 hệ tinh thể nhóm điểm. Ô mạng tinh thể bốn phương là dạng được kéo dài theo một trục của ô mạng lập phương, vì thế hình lập phương trở thành hình lăng trụ tứ giác với đáy là hình vuông. Các thông số mạng a = b ≠c và ba góc {\displaystyle \alpha =\beta =\gamma =90^{o}}.
Có 2 ô mạng Bravais thuộc hệ tinh thể này: bốn phương đơn giản và bốn phương tâm khối.

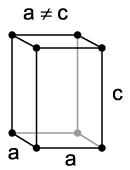
Bốn phương đơn giản
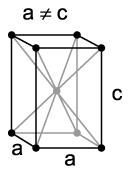
Bốn phương tâm khối

Các nhóm điểm thuộc hệ tinh thể này được liệt kê bên dưới theo ký hiệu quốc tế và ký hiệu Schoenflies, và kèm theo ví dụ khoáng vật.
| Tên                       | Quốc tế                           | Schoenflies | Ví dụ       |
| ------------------------- | --------------------------------- | ----------- | ----------- |
| Lưỡng tháp bốn phương kép | {\displaystyle {\frac {4}{m}}mm}  | D4h         | rutil       |
| Lăng trụ bốn phương kép   | {\displaystyle 4mm}               | C4v         | diaboleit   |
| Lưỡng tháp bốn phương     | {\displaystyle {\frac {4}{m}}}    | C4h         | scheelit    |
| Lăng trụ bốn phương       | 4                                 | C4          | wulfenit    |
| Tam giác lệch bốn phương  | {\displaystyle {\overline {4}}2m} | D2d         | chalcopyrit |
| Mặt thang bốn phương      | 422                               | D4          | phosgenit   |
| Bốn mặt bốn phương        | {\displaystyle {\overline {4}}}   | S4          | cahnit      |